# (2640) Hällström
(2640) Hällström es un asteroide perteneciente al cinturón de asteroides descubierto el 18 de marzo de 1941 por Liisi Oterma desde el observatorio de Iso-Heikkilä en Turku, Finlandia.
Está nombrado en honor de Gustav Gabriel Hällström (1775-1844), físico finés.